# Nabaztag

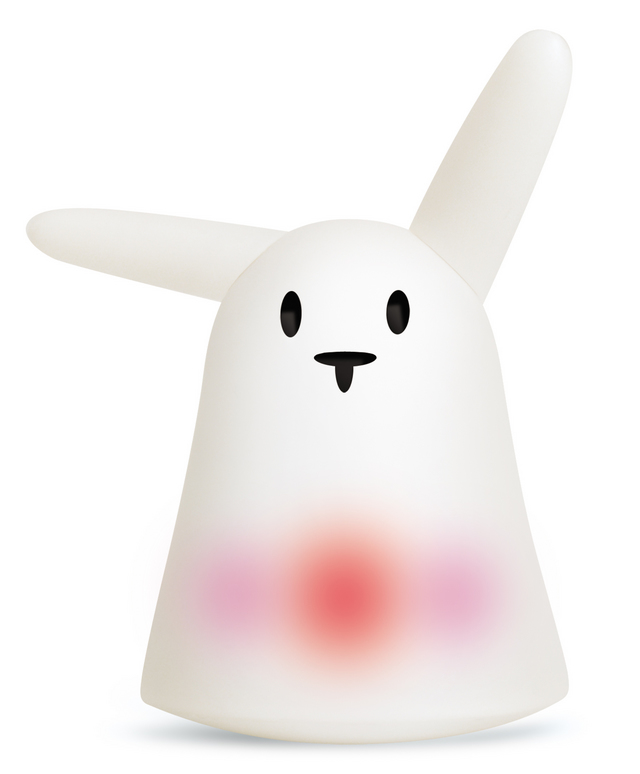
Nabaztag

Nabaztag (armeniska för "kanin") är en Wi-Fi dator-kanin, som tillverkas av det franska företaget Violet. Nabaztag är ett "smart object" som kan jämföras med de som tillverkas av Ambient Devices. Den kan koppla upp sig mot Internet, till exempel för att ladda ner dagens väder, läsa upp ägarens e-post och skicka meddelanden till andra kaniner. Nabaztag är anpassningsbar och programmeras genom ett öppet API.